# Sundance TV
Sundance TV (dawniej Sundance Channel) – amerykańska telewizja kablowa, poświęconą kinu niezależnemu i światowemu, filmom dokumentalnym oraz krótkim, a także oryginalnym programom stacji, takim jak na przykład najnowsze wiadomości dotyczące Sundance Film Festival. Wszystko pokazywane jest bez żadnych reklam, cięć i skróceń.
Stacja uruchomiona w 1996 roku była wspólnym przedsięwzięciem Showtime Networks (części CBS Networks), Universal Studios (części NBC Universal) i Roberta Redforda, który jest kreatywnym dyrektorem sieci.

## Emisja w Polsce
Stacja Sundance Channel rozpoczęła nadawanie w Polsce 16 kwietnia 2010 roku w sieci UPC Polska w standardzie HD oraz po niespełna roku, od 21 lutego 2011 w wersji SD. Początkowo na kanale były emitowane napisy w języku polskim.
Ponadto od 1 czerwca 2012 do 5 kwietnia 2013 roku kanał nadawał jako pasmo programowe w godzinach wieczornych w wersji współdzielonej z kanałem Wojna i Pokój, po zakończeniu jego dziennej emisji (początkowo w godzinach 18.00-6.00, a od 1 września 2012 od 20.00 do 6.00). Od 2 stycznia 2012 program rozpoczął emisje programów z polskim lektorem.
1 września 2016 roku dokonano rebrandingu stacji na SundanceTV.

### Dostępność
- Polsat Box – pozycja nr 143.
- Platforma Canal+ – pozycja nr 119.
- Play Now TV.

## Oryginalne programy
- „The Al Franken Show”.
- „I Am Not an Animal!”.
- „Anatomy of a Scene”.
- „Iconoclasts”.
- „Kath & Kim”.
- „Ladette To Lady”.
- „Slings & Arrows”.
- „TransGeneration”.
- „One Punk Under God”.
- „Big Ideas for a Small Planet”.
- „The Green”.